# Гринюк Авксентій Григорович
Авксентій Гринюк (Гренюк) (1871—1942) — член I Державної думи від Волинської губернії, селянин.

## Біографія
Православний, селянин села Міхнівка Старокостянтинівського повіту Волинської губернії.
Був на військовій службі, початкову освіту здобув у навчальній команді. Протягом семи років служив у 4-й кінно-артилерійській батареї прикордонної варти, був переведений у вахмістри.
Брав участь у китайській кампанії 1900—1901 років та російсько-японській війні. За першу був нагороджений Георгіївським хрестом 4-го та 3-го ступеня, за останню — представлений до Георгіївського хреста 2-го ступеня. Усього брав участь у 18 битвах. З театру військових дій повернувся у лютому 1906 року.
У 1906 був обраний члени I Державної думи від Волинської губернії з'їздом уповноважених від волостей. Входив до групи безпартійних. У думських комісіях і дебатах не брав участі.
1906 року приїхав до Києва і 1908 року одружився. Мав шістьох дітей. Працював у Київських залізничних майстернях. 1917 року став членом партії більшовиків. 1918 року був активним учасником Січневого заколоту проти Української Центральної Ради, який першими підняли робітники залізничних майстерень. Після революції був комендантом та комісаром із пересування військ Київського залізничного вузла.
Брав участь у війні на боці більшовиків та за бойові заслуги був нагороджений орденом Бойового Червоного Прапора та іменною зброєю. Брав участь у обороні Царицина, воював разом із майбутнім маршалом Климентом Ворошиловим, завдяки дружбі з яким уникнув репресій у 1937 році. 1922 року працював секретарем Київської міськради. У роки колективізації було направлено до Барського району Вінницької області для організації колгоспів.
Коли почалася німецько-радянська війна, Гринюка залишили у Києві для підпільної роботи. Взимку 1942 року його заарештували гестапо і в травні того ж року розстріляли. На території локомотивного депо міста Києва біля залізничного вокзалу встановлено обеліск героям, які загинули під час громадянської та Великої Вітчизняної війни. На мармуровій стелі висічено прізвища загиблих і серед них — А. Гринюк.